# Calileptoneta oasa
Calileptoneta oasa är en spindelart som först beskrevs av Willis J. Gertsch 1974.  Calileptoneta oasa ingår i släktet Calileptoneta och familjen Leptonetidae. Inga underarter finns listade.